# جان فاستر (تیرانداز)
جان فاستر (زاده ۱۳ سپتامبر ۱۹۳۶) یک تیرانداز ورزشی سابق آمریکایی است. او در بازی های المپیک تابستانی۱۹۶۰ و المپیک تابستانی ۱۹۶۸ شرکت کرد . 